# Lilla Horsasjön
Lilla Horsasjön är en sjö i Falkenbergs kommun i Västergötland och ingår i Ätrans huvudavrinningsområde.